# My Soul, Your Beats!/Brave Song
《My Soul, Your Beats!/Brave Song》是日本女創作歌手Lia的第九張單曲作品，同時也是另一名女歌手多田葵的第三張作品。單曲專輯由隸屬於Visual Art's的Key Sounds Label於2010年5月26日所發售，並分別推出限量版（CD+DVD光碟）和通常版（僅有CD光碟）兩種版本，其中限量版的DVD光碟之中主要收錄了沒有於動畫中使用的開頭和結束影片。

## 介紹
《My Soul, Your Beats!/Brave Song》作為一張電視系列動畫《Angel Beats!》的合發專輯（Split album），同時使用了Lia所唱的片頭主題曲My Soul,Your Beats!以及多田葵所唱的結束片尾曲Brave Song。在整片單曲專輯中除了2首歌曲的完整版本以及動畫使用版本外，另外還附加有去掉人聲部分的配樂版本。值得注意的在錄製歌曲時由於Lia正處於懷孕的狀態，因此使得單曲專輯的製作稍加拖延了一些時間。
在《My Soul, Your Beats!/Brave Song》所推出的限定版本之中，還收錄了未在原本第2話片頭曲與結尾曲使用的動畫其DVD光碟；其他附贈品還包括有不一樣款式設計的CD專輯封面，以及一張立華奏正在彈奏鋼琴的插畫作品。由於單曲CD光碟採用獨立製作出售的方式，並沒有與其他線上音樂商店（Online music store）或者租賃業者有所合作，這使得消費者必須前往指定的販售商店才能夠購買專輯。
2011年3月16日，米倉千尋推出了自己的翻唱專輯《落淚的動漫歌集》（泣けるアニソン），在內容中也收錄了My Soul, Your Beats!這首歌曲。

## 銷售
作為片頭曲以及片尾曲的單曲《My Soul, Your Beats!/Brave Song》在推出後的5月27日、5月28日以及5月29日，都在Oricon的每日單曲排行榜上占據第二名。到了6月7日該回日本Oricon每周單曲排行榜數據出來時，《My Soul, Your Beats!/Brave Song》以正式銷售第一周便賣出80,000多份的成績而排名第三名。這與Lia上一份作品以11,000多份地當週銷售量而排名第十三名相比，新推出的《My Soul, Your Beats!/Brave Song》整整大幅增加差了將近70,000多份左右，且在Oricon每周單曲排行榜也首次排名第三名的行列。而在6月14日推出的日本Oricon每周單曲排行榜之中，已銷售2個禮拜的《My Soul, Your Beats!/Brave Song》則降至第六名，並達成了連續2週進駐Oricon每周單曲排行榜前十名的紀錄。另外在2010年5月份時，《My Soul, Your Beats!/Brave Song》便以其超過100,000多片的銷售量獲得日本唱片協會的金獎認證。
到了2010年度Oricon單曲排行榜統計時《My Soul, Your Beats!/Brave Song》則排名第三十八名，而在動畫配樂部分則是排名第一名之譜。值得注意的是在這次統計之中《My Soul, Your Beats!/Brave Song》與《GO! GO! MANIAC》呈現激烈競爭的情況，並一直到統計最後一週才改由《My Soul, Your Beats!/Brave Song》以多124份的銷售紀錄而戲劇性的榮獲第一名。
其他統計部分，由Billboard其下的Billboard JAPAN所做出的單曲專輯銷售排行榜之中，《My Soul, Your Beats!/Brave Song》在6月7日和6月14日連續2週獲得排名第一名的榮譽。另外在其所統計的2010年度單曲銷售排行榜之中，《My Soul, Your Beats!/Brave Song》也是持續排名第一名之譜。另外在這次排行榜之中，另外3張同樣由Key Sounds Label獨立製作銷售的音樂專輯也陸續排名在前十名的行列。

## 收錄曲目
| 曲序 | 曲目                                    | 歌手   | 备注 | 时长 |
| ---- | --------------------------------------- | ------ | --- | ---- |
| 1.   | My Soul,Your Beats!                     | Lia    | 電視動畫《Angel Beats!》的主題曲（除了第4話以外），同時也是網路電台《Angel Beats! SSS RADIO》的開頭主題曲。 | 4:35 |
| 2.   | Brave Song                              | 多田葵 | 電視動畫《Angel Beats!》的片尾曲，同時也是網路電台《Angel Beats! SSS RADIO》的結尾主題曲。                  | 5:25 |
| 3.   | My Soul,Your Beats! -TV animation Ver.- | Lia    | | 1:35 |
| 4.   | Brave Song -TV animation Ver.-          | 多田葵 | | 1:48 |
| 5.   | My Soul,Your Beats! -Instrumental-      |        | | 4:35 |
| 6.   | Brave Song -Instrumental-               |        | | 5:25 |

## 收錄專輯
| 歌曲名              | 收錄專輯                                  | 發售日        |
| ------------------- | ----------------------------------------- | ------------- |
| My Soul,Your Beats! | 《Angel Beats! Original Soundtrack》      | 2010年7月28日 |
| Brave Song          | 《Angel Beats! Original Soundtrack》      | 2010年7月28日 |
| My Soul,Your Beats! | 《Key+Lia Best 2001-2010》                | 2011年6月24日 |
| My Soul,Your Beats! | 《Enigmatic LIA4 -Anthemical Keyworlds-》 | 2011年        |

## 外部連結
- Key Sounds Label （页面存档备份，存于）（日語）